# Macropsis remota
Macropsis remota är en insektsart som beskrevs av Alexey K. Tishechkin 1998. Macropsis remota ingår i släktet Macropsis och familjen dvärgstritar. Inga underarter finns listade i Catalogue of Life.